# Kristina Torsson
Kristina Mårtensdotter Torsson, född Larsson 9 september 1940, är en svensk modeskapare, textilkonstnär, formgivare och entreprenör. 

## Biografi
Torsson studerade vid Konstfackskolan i Stockholm 1958–1965 där hon utförde gobelängen Bröllopsbeswärs Ihugkommelse som visades i utställningen Sex unga textilare. Hon har medverkat i en rad utställningar; bland annat ställde hon ut sin gobeläng Molnet på Georg Jensen i New York som senare visades på utställningar i Edinburgh, München och Sverige. För Sunne församlingshus i Jämtland utförde hon ridån Den sista kungen och drottningen. Torsson är representerad vid bland annat Nationalmuseum och Nordiska museet i Stockholm.
Torsson var på 1960-talet en av grundarna till textilföretaget Mah-Jong i Stockholm. Efter att företaget lagts ner grundade hon 1983 Vamlingbolaget där hon sedan dess arbetat med formgivning och försäljning av kläder som går i liknande stil. Vamlingbolaget har sin verksamhet i en byggnad i Vamlingbo på Gotland som tidigare var mejeri.
Kristina Torsson är dotter till Mårten Larsson och Lena Rabenius. Hon var gift med Björner Torsson till dennes död 2020 samt är mor till Sara Szyber, Fabian Torsson, Palle Torsson och Mimmi Torsson.